# Rhyacophila kedara
Rhyacophila kedara är en nattsländeart som beskrevs av Schmid 1970. Rhyacophila kedara ingår i släktet Rhyacophila och familjen rovnattsländor. Inga underarter finns listade i Catalogue of Life.